# Nemes László (képzőművész)
Nemes László (Kolozsvár, 1948. április 11. –) erdélyi magyar festő, szobrász.

## Életútja
Középiskoláit szülővárosában, a 3 sz. Líceumban végezte (1969), majd a Ion Andreescu Képzőművészeti Főiskolán Miklóssy Gábor és Aurel Ciupe irányításával szerzett oklevelet (1974). 1989-ig marosvásárhelyi iskolákban rajztanárként dolgozott. Vezetője volt ugyanakkor az Apolló-körnek (fiatal alkotók stúdiója), s a helyi sajtóban (Vörös Zászló - ma Népújság) megjelent írásaiban a modern művészet kérdéseiről értekezett. 1990-ben áttelepedett Magyarországra, jelenleg Zalaegerszegen él és alkot.
Alkotásaiban gyakran merített irodalmi élményekből, és azokat szürrealisztikus-absztrakt formában közvetítette. Sejtelmes, "alakváltó" pasztellképei után a tempera- és olajfestésre tért át. Kiállításai voltak Marosvásárhelyen (1976, 1980), Stuttgartban (1981), Böblingenben (1983), Szombathelyen (1992). Alkotásaiból a Korunk Galériában is bemutattak (1976).

## Kiállításai (válogatás)

### Egyéni
- 1976 • Korunk Galéria, Kolozsvár (Románia)
- 1976, 1980 • Marosvásárhely (Románia)
- 1981 • Stuttgart (Németország)
- 1983 • Böblingen (Németország)
- 1992 • Szombathely
- 1994 • Városi Kiállítóterem, Zalaegerszeg • Art Galerie, Bad Münder (Németország)
- 1995 • Városi Kiállítóterem, Zalaegerszeg
- 1996 • Galerija Ilirija, Ljubljana • Győr
- 1997 • Várgaléria, Lendva (Szlovénia)
- 1998 • Art Galeria, Trieste (Olaszország)
- 2000 • Magyar Nagykövetség Galériája, Trieszt • Hórusz Galéria, Budapest
- 2002 • Izsák Galéria, Budapest
- 2004 • Magyar Nagykövetség Galériája, Trieszt (Olaszország)
- 2005 • Bánffy Galéria, Lendva • Grajska Galerija, Beltinci (Szlovénia)
- 2007 • Gönczi Galéria, Zalaegerszeg
- 2009 • Újlipótvárosi Klub Galéria, Budapest • Kultúrpalota, Marosvásárhely (Románia)
- 2008 • Retrospektív kiállítás, Hevesi Sándor Művelődési Központ, Zalaegerszeg
- 2010 • Nádasdy-vár Galeria Arcis, Sárvár
- 2011 • Gönczi Galéria, Zalaegerszeg • Nádasdy-vár Galeria Arcis, Sárvár • Németh-Fa Galéria, Lenti.

### Csoportos
- 1993 • Tizenhárom plusz egy marosvásárhelyi művész, Városi Hangverseny- és Kiállítóterem, Zalaegerszeg
- 2009 • "Zala megye 1000 éves", Hevesi Sándor Művelődési Központ, Zalaegerszeg
- 2011 • XX. századi erdélyi magyar festők a székelykeresztúri Molnár István Múzeum gyűjteményéből, Haáz Rezső Múzeum, Székelyudvarhely, (Románia).[1]

## Köztéri alkotásaiból
- Emlékkereszt a II. világháborúban elesettek emlékére, Esztergom (Hősök tere, 1996)
- Triptichon (hármas szárnyas oltár), Zalaegerszeg (2009)

## Díja
- Magyar Bronz Érdemkereszt (2013)